# Utställningstekniker
En utställningstekniker är en person som ansvarar för den tekniska aspekten av en konstutställning eller kulturhistorisk utställning. I arbetet ingår snickeri, metallkonstruktioner, dekorativ målning, ytbehandling. Konsthängningar, ljussättning och AV-teknik ingår också ofta i arbetsuppgifterna. Exempel på arbetsplatser är museer och konsthallar.